# Ácido argentino
Ácido argentino es el segundo álbum de estudio de la banda argentina de thrash metal Hermética, lanzado en 1991 por Radio Trípoli Discos. Es el primer álbum con el baterista Claudio Strunz. Las canciones fueron escritas por Ricardo Iorio y Antonio Romano, y las letras por Iorio. Se grabó en 500 horas y fue certificado platino a los pocos meses de su lanzamiento.

## Antecedentes y grabación
A partir de 1991, Hermética fue creciendo en popularidad. Dejaron de hacer conciertos en Arlequines, ya que el pub era demasiado pequeño para su creciente público, y se mudaron a Cemento, al mismo tiempo que dicha discoteca se alejaba de sus orígenes en la música disco y acogía conciertos de rock. En esa discoteca hicieron todos los conciertos restantes del año. Durante el año tocaron con Todos Tus Muertos, Pobres Pibes, Nepal, Militia, Devastación, Rapier, Resistencia Nativa, etc.
El baterista Tony Scotto renunció a la banda, en desacuerdo sobre la forma de gestionarla. Su sustituto fue Claudio Strunz, baterista de Heinkel. La banda ya lo conocía, porque Strunz era dueño de su sala de ensayo, y ya había tocado con la banda en los ensayos algunas veces a los que Scotto no pudo asistir y en las pruebas de sonido antes del último concierto de Scotto con la banda. Su primer concierto fue en un festival de música en Sunchales, Santa Fe. Strunz tuvo que aprender todas las canciones de la banda en un par de semanas antes de salir de gira, y después tuvo que aprender todas las canciones nuevas para el nuevo álbum, también en un par de semanas.
La banda tuvo un tiempo de grabación limitado, de sólo 150 horas. Strunz sólo tuvo seis horas para grabar todas las baterías, e Iorio tuvo que terminar algunas letras en los estudios.
La portada es una ilustración de José Laluz. Iorio propuso colocarlo dentro de un marco distintivo de color naranja brillante. Sergio Fasanelli, director de Trípoli, elogió la idea: ayudó a que el álbum se destacara visualmente entre otros álbumes, como en los escaparates de las tiendas. Iorio comentó una vez que también propuso agregar ácido lisérgico a la portada, pero no está claro si esa fue una propuesta real o solo una broma hecha durante una entrevista. La cubierta también tiene un tratamiento de laca UV, aunque la mayoría de los álbumes habían dejado de hacerlo. La portada presenta al Tío Sam abusando de una mujer con gorro frigio (alegoría de la Argentina), la policía atacando a las Madres de Plaza de Mayo, cuervos alrededor de una iglesia destruida y otras imágenes sacadas de las letras de las canciones.
Como era habitual en la banda, Iorio propuso canciones inicialmente compuestas con guitarra acústica, que luego fueron refinadas por Romano hasta convertirlas en canciones propiamente de thrash metal. Generalmente, las canciones propuestas por Romano tenían una complejidad un poco mayor, mientras que las canciones propuestas por Iorio eran más sencillas, ya que Iorio daba prioridad a las letras. Romano comparó dos canciones favoritas de los fanes del álbum, «Vientos de poder» y «Memoria de siglos». «Vientos de Poder», con música de Romano, tiene riffs retorcidos, mientras que consideró que «Memoria de siglos» puede ser monótona e incluso aburrida si se toca como una canción instrumental; la razón de su popularidad está en sus letras.
El álbum fue lanzado en 1991, cuando los discos LP comenzaron a ser reemplazados por álbumes en CD-ROM.

## Recepción
En pocos meses, el álbum vendió más de 60 000 copias y fue certificado platino. Fue el primer álbum de la banda con ventas masivas y, a 2022, todavía se sigue vendiendo.
La revista Rolling Stone lo cataloga como el álbum más imprescindible del heavy metal argentino. Lo describieron como un álbum que define una era y el álbum definitivo de la banda más influyente del país.

## Lista de canciones
| N.º   | Título                     | Escritor(es)                  | Duración |  |
| 1.    | «Robó un auto»             | Ricardo Iorio                 | 3:42     |  |
| 2.    | «La revancha de América»   | Ricardo Iorio                 | 3:37     |  |
| 3.    | «Memoria de siglos»        | Ricardo Iorio                 | 5:47     |  |
| 4.    | «Predicción»               | Antonio Romano, Ricardo Iorio | 3:26     |  |
| 5.    | «Atravesando todo límite»  | Ricardo Iorio, Ana Mourín     | 4:00     |  |
| 6.    | «Horizonte perdido»        | Ricardo Iorio                 | 1:48     |  |
| 7.    | «Vientos de poder»         | Antonio Romano, Ricardo Iorio | 4:17     |  |
| 8.    | «Del camionero»            | Ricardo Iorio                 | 4:29     |  |
| 9.    | «Gil trabajador»           | Ricardo Iorio                 | 3:08     |  |
| 10.   | «Evitando el ablande»      | Antonio Romano, Ricardo Iorio | 2:52     |  |
| 11.   | «En las calles de Liniers» | Ricardo Iorio                 | 3:28     |  |
| 12.   | «De Pismanta a Bauchaceta» | Ricardo Iorio                 | 3:10     |  |
| 43:23 |                            |                               |          |  |

## Créditos
Banda
- Claudio O'Connor - voz principal [7]
- Antonio Romano - guitarra [7]
- Ricardo Iorio - bajo, voz en «En las calles de Liniers» y «Del camionero» [7]
- Claudio Strunz - batería [7]

Otros
- Martín Menzel - técnico de grabación [4]
- Walter Kolm - producción ejecutiva
- Sergio Fasanelli - producción ejecutiva
- José Laluz - arte de tapa [7]
- Eric de Haas - foto de contratapa